# Makoto Sugiyama
Makoto Sugiyama (杉山 誠, 17 de maig de 1960) és un exfutbolista del Japó.
L'agost de 1979, va ser seleccionat per la selecció nacional sub-20 del Japó per al Campionat Mundial juvenil de 1979.
Comença la seua carrera professional al Nissan Motors el 1983. El club va guanyar els campionats Japan Soccer League el 1988/89, 1989/90, Copa JSL el 1988, 1989, 1990 i Copa de l'Emperador el 1983, 1985, 1988, 1989. Ha jugat als clubs Kashima Antlers i Kyoto Purple Sanga i es va retirar a finals de la temporada 1996.